# Araneus nigroflavornatus
Araneus nigroflavornatus là một loài nhện trong họ Araneidae.
Loài này thuộc chi Araneus. Araneus nigroflavornatus được Anna Maria Sibylla Merian miêu tả năm 1911.